# Csinditek

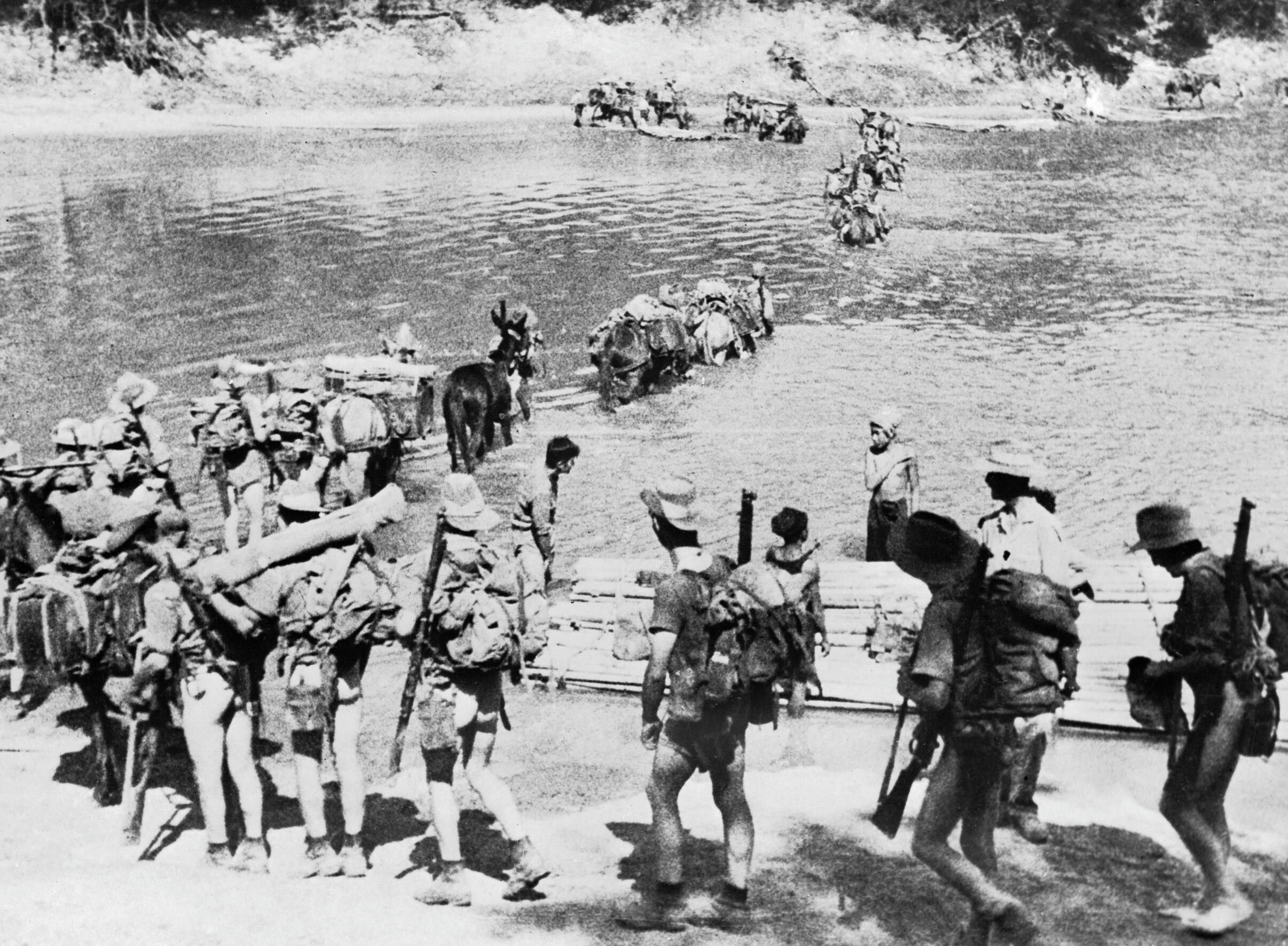
Csinditek egy burmai folyón kelnek át 1943-ban, a Longcloth hadművelet idején

A Csinditek a Brit Indiai Hadsereg „különleges erejének” (Special Force), irreguláris alakulatának beceneve volt, amelyet a burmai hadjáratban vetettek be a második világháború idején. A brit „nagy hatótávolságú behatoló csoport” (Long Range Penetration Group, LRPG) egyik ágát képezték. Hivatalos állománynevük 1942-ben a 77. indiai gyalogosdandár (77th Indian Infantry Brigade), 1943-ban pedig az indiai 3. gyalogoshadosztály (Indian 3rd Infantry Division). A japán vonalak mögötti nagy mélységű diverziós tevékenységekre lettek kiképezve, mai kifejezéssel élve az aszimmetrikus hadviselés egyik, a korban kialakuló egysége. Felszerelésük rendszerint brit és amerikai eredetű, de alkalmaztak japán eszközöket is. Tagjai többnyire burmai és indiai születésű angolok és nepáli gurkhák, de voltak köztük ausztrálok, hongkongiak, új-zélandiak, szingapúriak, burmaiak, indiaiak, nigériaiak, dél-afrikaiak, ceyloniak, nepáliak, rodéziaiak és az Egyesült Királyság egyéb nációi is.
1942 nyarán alakultak meg Orde Charles Wingate tábornok javaslatára, kiképzésüket és későbbi ellátásukat a brit Különleges Műveletek Parancsnoksága (Special Operations Executive, SOE) és az amerikai Office of Strategic Service (OSS) segítségével végezték, Wingate vezetésével. Két fő bevetésük volt, az 1943-as Longcloth és az 1944-es Thursday hadműveletek, de több kisebb katonai akciót is végrehajtottak.
A Csinditek 1944 végére jelentős veszteségeket szenvedtek: az összlétszámból 1396-an elestek, 2434 fő pedig megsebesült. Az egészségeseket újra kiképzőtáborba vezényelték, a következő műveletek felkészítésére. A személyi állományból továbbá azon britek is kiestek 1945 elején, akik 4 évnél tovább szolgáltak már a brit korona alatt, őket hazavezényelték és leszerelték. Az év első 4-6 hetében több dandár-főhadiszállást és csindit-veteránt bevontak a Brit Indiai Hadsereg 44. légi szállítású hadosztályának (44th Airborne Division) kötelékébe, majd ők képezték az újonnan felállított indiai XXXIV hadtest (Indian XXXIV Corps) alapjait. A Csinditeket végül 1945 februárjában hivatalosan is feloszlatták.